# Helmut Freydank
Helmut Freydank (* 2. November 1935) ist ein deutscher Altorientalist.
Helmut Freydank studierte Altorientalistik an der Humboldt-Universität zu Berlin. Hier wurde er auch 1966 über das Thema Spätbabylonische Wirtschaftstexte aus Uruk am Institut für Orientforschung promoviert. Im Jahr 1987 legte er bei der Akademie der Wissenschaften der DDR seine „Dissertation B“ Beiträge zur mittelassyrischen Chronologie und Geschichte vor. Nach der Wende wurde er von 1990 bis zu seiner Pensionierung 2000 als wissenschaftlicher Mitarbeiter des altorientalischen Seminars an der Freien Universität Berlin übernommen, wo er 1999 auch zum Honorarprofessor ernannt wurde.
Freydank hat zahlreiche Quellensammlungen mit Keilschrifttexten herausgegeben, häufig aus dem Bestand des Vorderasiatischen Museum Berlin. Zudem gehört er zu den Bearbeitern der Quellensammlung Texte aus der Umwelt des Alten Testaments. Zuletzt bearbeitete er mehrere Bände aus dem Assur-Projekt der Deutschen Orient-Gesellschaft. Weiterhin ist Freydank auch Mitherausgeber der Orientalistischen Literaturzeitschrift.

## Schriften
- Spätbabylonische Wirtschaftstexte aus Uruk, Akademie-Verlag, Berlin 1971
- Keilschrifturkunden aus Boghazköi. Heft 42., Feldertexte, Gegenstandslisten, kultische und andere Texte in hethitischer Sprache, Akademie-Verlag, Berlin 1971
- mit Liane Jakob-Rost: Spätbabylonische Rechtsurkunden und Wirtschaftstexte aus Uruk, Akademie-Verlag, Berlin 1978 (Vorderasiatische Schriftdenkmäler der Staatlichen Museen zu Berlin; N.F., H. 4 = H. 20)
- mit Walter F. Reineke, Maria Schetelich, Thomas Thilo: Der Alte Orient in Stichworten, Koehler und Amelang, Leipzig 1978, auch als:
  - Erklärendes Wörterbuch zur Kultur und Kunst des Alten Orients. Ägypten, Vorderasien, Indien, Ostasien, Dausien, Hanau 1985, ISBN 3-7684-1554-6
  - Lexikon Alter Orient. Ägypten, Indien, China, Vorderasien, VMA, Wiesbaden 1997, ISBN 3-928127-40-3
- Keilschrifttexte aus mittelassyrischer Zeit. Teil: 1., Mittelassyrische Rechtsurkunden und Verwaltungstexte, Saarbrücken 1994, ISBN 3-7861-1746-2
- Texte aus der Umwelt des Alten Testaments. Neue Folge, Bd. 1, Texte zum Rechts- und Wirtschaftsleben, 2004, ISBN 3-579-05289-6

| Personendaten    | Personendaten                                |
| ---------------- | -------------------------------------------- |
| NAME             | Freydank, Helmut                             |
| KURZBESCHREIBUNG | deutscher Altorientalist und Hochschullehrer |
| GEBURTSDATUM     | 2. November 1935                             |